# Янко Симович
Я́нко Си́мович (серб. Jанко Симовић / Janko Simović; нар. 2 квітня 1987, Мойковац, СФРЮ) — чорногорський футболіст, захисник клубу «Динамо-2» (Київ).

## Біографія

### Клубна кар'єра

#### Ранні роки
Почав займатися футболом в рідному місті Іванград (нині — Беране), де грав у місцевій команді. У розташуванні молодіжної команди «Беране» перебував з 2003 року.
На професійному рівні дебютував за «Беране» в сезоні 2006/07, у першому чемпіонаті незалежної Чорногорії. В тому сезоні «Беране» зайняло останнє 12 місце в першості і вилетіла в Другу лігу Чорногорії. Симович зіграв в 31 матчі з 33 матчів першості.
На початку 2008 року підписав контракт із сербським клубом «Металац» з міста Горній Милановаць. У другому за рівнем дивізіоні Сербії дебютував 8 березня 2008 року у виїзному матчі проти клубу «Раднички» з Пірот (0:1), головний тренер клубу Славенко Кузелєвич довірив зіграти Сімовича всю гру. Всього за клуб провів 9 матчів.

#### «Могрен»
Влітку 2008 року перейшов в «Могрен» з міста Будва. У сезоні 2008/09 «Могрен» став чемпіоном Чорногорії, а Симович зіграв в 27 іграх і забив 1 м'яч. 30 червня 2009 року дебютував у єврокубках у кваліфікації Ліги чемпіонів у виїзному матчі проти мальтійського «Хіберніанса» (0:2), Симович відіграв всю гру і на 64 хвилині отримав жовту картку. У матчі-відповіді «Могрен» знову переграв «Хіберніанс» з рахунком 4:0 і вийшов у другий кваліфікаційний раунд, де клуб поступився данському «Копенгагену» (з рахунком 12:0 за сумою двох матчів) і вилетів з турніру. Симович зіграв у двох матчу, в обох виходив на заміну.
У сезоні 2009/10 в чемпіонаті Чорногорії клуб став бронзовим призером, поступившись «Будучності» і «Рудару». Симович зіграв у першості 26 матчів і забив 1 м'яч. Влітку 2010 року «Могрен» взяв участь у кваліфікації Ліги Європи, в першому раунді клуб обіграв андоррський «Уніо Еспортіва Санта-Колома» (5:0 за сумою двох матчів), а Симович зіграв у обох матчах, в першій грі отримав жовту картку. У наступному раунді чорногорський клуб програв ізраїльському «Маккабі» з Тель-Авіва (3:2), Сімович також зіграв у двох іграх.
У наступному сезоні 2010/11 «Могрен» вдруге в історії став чемпіоном Чорногорії, а в Кубку Чорногорії клуб дійшов до фіналу, де поступився «Рудару» в серії післяматчевих пенальті (2:2 основний час, 4:5 в серії пенальті). Влітку 2011 року команда знову брала участь у кваліфікації Ліги чемпіонів, почавши з другого відбіркового раунду «Могрен» поступився болгарському «Літексу» за сумою двох матчів (з рахунком 5:1). Симович зіграв у двох іграх. Всього за «Могрен» в чемпіонаті провів 101 матч і забив 5 м'ячів.

#### «Динамо» (Київ)
У лютому 2012 року прибув на перегляд в київське «Динамо», яке проходило свій третій збір в Ізраїлі. Симовича помітив один із селекціонерів «Динамо», який працює в балканському регіоні і запропонував клубу взяти його на перегляд. 24 лютого Янко почав тренування разом з командою. Симович зіграв у товариському матчі проти «Маккабі» з Хайфи (5:0), в ході якого справив гарне враження на тренерський штаб «Динамо».
1 березня 2012 року підписав трирічний контракт з клубом, провівши всього 5 днів на перегляді. Його перехід відбувся завдяки його агенту Радославу Буличу, який вів переговори з керівництвом «Динамо». Так як у Симовича з чемпіоном Чорногорії влітку 2012 року закінчувався контракт, то його трансферна вартість була невеликою. Тому керівництво «Динамо» не стало чекати можливості підписати його безкоштовно і заплатило за нього 200 000 євро, для того, щоб Янко повністю адаптувався в команді. 2 березня 2012 року був заявлений за «Динамо» в списку «А», який дозволяє виступати в Прем'єр-лізі і молодіжній першості Україні. У команді Сімович взяв номер 15, хоча спочатку хотів взяти номер 5, під яким він грав в «Могрені», але під ним вже виступав Огнен Вукоєвич.
3 березня 2012 року дебютував у молодіжній першості України в домашньому матчі проти молодіжки київського «Арсеналу» (2:1). Симович почав матч в основі, але в перерві тренер команди Олександр Хацкевич замінив його на Темура Парцванію. До кінця сезону Симович зіграв шість матчів за молодіжку, але так і не зміг пробитися до основної команди.

#### «Арсенал» (Київ)
Не отримавши можливість потрапити до основи «Динамо», 24 липня 2012 року Симович був відданий в оренду до кінця року в київський «Арсенал». Вже через кілька днів Янко був заявлений під 15 номером за «канонірів» у єврокубках. 9 серпня 2012 року дебютував за команду в Лізі Європи в грі проти словацької «Мури», який завершився перемогою «канонірів» з рахунком 2-0. Після того був у заявці на низці матчів чемпіонату, проте в жодному так і не вийшов, а виступав у молодіжному чемпіонаті. Лише одного разу, 22 вересня, Янко вийшов у складі основної команди в матчі Кубку України проти першолігової алчевської «Сталі», яку кияни успішно подолали. В підсумку Симович так і не зіграв за «канонірів» жодного матчу в чемпіонаті і в кінці 2012 року повернувся в «Динамо».

#### «Динамо-2»
Не маючи можливості пробитись до основного складу «Динамо», на початку 2013 року Янко було заявлено за другу команду, що виступала в першій лізі.

### Кар'єра в збірній
У складі молодіжної збірної Чорногорії до 21 року провів 3 матчі. Дебютував 25 березня 2007 року у товариській матчі проти молодіжної збірної Македонії (1:0). Симович вийшов замість Николи Вуядиновича. 2 травня 2007 року зіграв у товариській матчі проти молодіжної збірної Албанії (1:2). Симович вийшов після перерви замість Блажщ Ражовича. 5 червня 2007 зіграв у кваліфікації молодіжного чемпіонату Європи 2009 у виїзному матчі проти молодіжної збірної Болгарії (1:2). Ця гра стала останньою для Янко в молодіжній збірній.
19 листопада 2008 року дебютував у складі національної збірної Чорногорії в товариському матчі проти збірної Македонії (2:1). Симович вийшов в кінці гри на 90 хвилині замість Ельсада Зверотича. Наразі цей виклик до табору збірної так і залишився єдиним в кар'єрі гравця.

## Стиль гри
Симович виступає на позиції правого центрального захисника, саме на цій позиції він виступав починаючи з дитячих команд. Через свій зріст (195 см) Сімович впевнено грає при боротьбі на другому поверсі. Його слабкою стороною є гра лівою ногою.

## Досягнення
- Чемпіон Чорногорії (2): 2008-09, 2010-11
- Володар Кубка Чорногорії (2): 2013-14, 2017-18